# Stazione di Firenze Rovezzano
1 Firenze Campo di Marte
2 Firenze Castello
3 Le Cure
4 Le Piagge
5 Firenze Rifredi
6 Firenze Rovezzano
7 Firenze San Marco Vecchio
8 Firenze Santa Maria Novella
9 Firenze Statuto
La stazione di Firenze Rovezzano è una fermata ferroviaria posta nell'omonimo rione del comune di Firenze, situata sulle ferrovie Firenze-Roma lenta e direttissima.

## Storia
La fermata fu attivata il 29 maggio 1996, contemporaneamente al quadruplicamento fra la stazione di Firenze Campo di Marte e il Bivio Rovezzano.

## Strutture e impianti
Il piazzale è composto dai due binari di corsa della linea lenta e dai due della direttissima. A circa 1,7 km a est rispetto all'impianto si trova il Posto di movimento (PM) Rovezzano dove sono presenti i raccordi e i salti di montone fra le due linee ferroviarie.

## Movimento
Dal punto di vista della circolazione ferroviaria, Firenze Rovezzano è un punto singolare, provvisto di marciapiede, situato all'interno del PM Rovezzano.
La località di servizio è quindi servita solo da treni regionali svolti da Trenitalia nell'ambito del contratto di servizio stipulato con la Regione Toscana. Le principali destinazioni sono Arezzo, Chiusi-Chianciano Terme, Firenze Santa Maria Novella, Montevarchi-Terranuova, Pistoia e Prato Centrale.

## Servizi
- Biglietteria automatica

## Interscambi
- Fermata autobus